# Йода
Йода (на английски: Yoda) е измислен персонаж и един от главните герои във вселената на Междузвездни войни, който се появява във всичките филми от поредицата, с изключение на „Епизод IV – Нова надежда“ (не се появява и в Rogue one, Solo, 7 и 9 епизод)
Подобно на много имена в Междузвездни войни, името „Йода“ се предполага, че идва от древен език етимологично – в случая вероятно от санскрит „йодда“ (воинът) или от иврит „йодея“ (този, който знае).
Първата му поява на голям екран е като учител джедай в „Епизод V – Империята отвръща на удара“, който тренира Люк Скайуокър в пътищата на джедаите. Неговата роля е разширена по-нататък с появи в трите филма от прелюдийната трилогия. Йода умира в „Междузвездни войни: Епизод VI - Завръщането на джедаите“, когато е на почти 900 години.

## Сюжет
Йода (896 ПБЯ – 4 СБЯ), висок 2 фута и 1 инч (0,66 метра), е считан за най-могъщия джедай (на английски: Jedi) в Междузвездни войни и един от членовете на Съвета на джедаите. Също така е най-старият джедай в галактиката.
Джордж Лукас умишлено пази в тайна расата на Йода. (Йода и Ядъл понякога са определяни от феновете като Уайлс (Wills)). Йода е учител на някои особено забележителни джедаи като граф Дуку, Мейс Уинду, Ки-Ади Мунди, Кит Фисто, Люк Скайуокър.
В „Междузвездни войни: Епизод II - Клонираните атакуват“ той демонстрира голямо майсторство по време на дуела му с граф Дуку, когато използва 4-та форма на боя със светлинен меч. Йода говори английски (познат като „Галактик Бейсик“ в Междузвездни войни), поставяйки глаголите в (и още по-често спомагателните глаголи) след съществителните и прилагателните.

## Изпълнение
Йода е озвучаван от Франк Оз. В първата трилогия Йода е реализиран като кукла, ръководена от Оз. В Междузвездни войни: Епизод I - Невидима заплаха той е отчасти представен от кукла, отчасти компютърно генериран. В „Междузвездни войни: Епизод II - Клонираните атакуват“ и „Междузвездни войни: Епизод III - Отмъщението на ситите“ е изцяло компютърно генериран.